# ジェイムズ・ガン (政治家)
ジェイムズ・ガン(James Gunn, 1843年3月6日– 1911年11月5日)は、アメリカ合衆国の政治家。連邦下院議員(ID-AL)、アイダホ州上院議員。所属政党は人民党。

## 経歴
1843年3月6日、ガンはアイルランドのファーマナ県に生まれ、一家でアメリカ合衆国ウィスコンシン州に移民としてやってきた。インディアナ州のノートルダム・アカデミーで学び、教職を務めた。1862年にはウィスコンシン州第27志願歩兵連隊G中隊として南北戦争に参加した。1865年10月の除隊時には、大尉に昇進している。その後、コロラド州やネバダ州、カリフォルニア州を転々とした後、1881年にアイダホ州ヘイリーで新聞業を営み、「ウッドリバーバレー・センティネル」を発行した。
ガンは人民党員として活動し、1890年にアイダホが州に昇格し州議会が設置すると、ガンはアイダホ州上院議員に選出された。1892年から「ボイシ・センティネル」紙の編集人を務めた。1894年から1898年まで人民党の候補として連邦下院議員選挙に4度出馬するも、当選を果たしたのは1896年選挙のみであった。1896年選挙では銀共和党のウィリアム・ボーラ(のちの連邦上院議員)、共和党のジョン・T・モリソン(のちに第6代アイダホ州知事)を破って当選を果たした。1898年選挙では銀共和党のエドガー・ウィルソンに敗れた。
ガンはその後1901年から1903年までアイダホ廃兵院の院長を務めた。1911年に死去し、ボイシのモリス・ヒル墓地に埋葬されている。